# Bataille de Roliça
Guerre d'Espagne (Empire)
Batailles
- Dos de Mayo
- Tolède
- Bruc
- Valdepeñas
- Pont d'Alcolea
- Port de Cadix
- Olhão
- Cabezón
- Gérone (1er)
- Saragosse (1er)
- Valence (1er)
- Medina de Rioseco
- Bailén
- Gérone (2e)
- Évora
- Roliça
- Vimeiro

La bataille de Roliça (Battle of Roliça en anglais, et combate da Roliça en portugais) est la première bataille livrée par l'armée britannique pendant la guerre d'Espagne, dans le cadre de la guerre péninsulaire du Portugal. Elle se déroule le 17 août 1808 près du village de Roliça au Portugal, et oppose les Britanniques et les Portugais du général Arthur Wellesley aux Français du général Henri François Delaborde.

## Contexte
Dans les mois qui suivent l'invasion franco-espagnole du Portugal, Napoléon entreprend de conquérir et de contrôler également l'Espagne. Dans ce but, il détrône les souverains Charles IV et Ferdinand VII d'Espagne en avril-mai 1808 et place son frère Joseph à la tête du pays. Dès le mois de décembre 1807, une première émeute anti-française a lieu à Lisbonne, mais elle est rapidement réprimée. Au début du mois de mai 1808, la ville de Madrid se révolte contre la domination française. Le massacre qui s'ensuit embrase l'ensemble du royaume, et provoque la rupture de l'alliance franco-espagnole. En juin, faisant écho à la révolte espagnole, une insurrection générale soulève le Portugal, où les premiers signes de crispation avaient commencé à se faire sentir dès les mois de mars-avril. Partant de Bragance le 11 juin, elle s'étend à tout le pays en moins de dix jours. Le mouvement a la bénédiction du gouvernement portugais installé au Brésil, qui est officiellement en guerre contre la France depuis six mois.
En Espagne, les troupes françaises rencontrent beaucoup de résistance, mais celle-ci est désorganisée, même quand elle se montre efficace. À la fin de juillet, les Espagnols rencontrent les Français une douzaine de fois, gagnant, ou du moins ne perdant pas, sept de ces affrontements. La victoire la plus spectaculaire a lieu en Espagne du sud le 23 juillet 1808, quand le général Castaños encercle et force 18 000 soldats français du général Dupont à capituler à la bataille de Bailén. Au Portugal, des armées de volontaires formées à la hâte sur les décombres de l'armée portugaise démembrée et désarmée par les Français descendent du Nord du pays vers Lisbonne, où se trouve Junot. Au fil de leur avancée, elles libèrent ou rallient les principales villes du pays. Dans le sud, des mouvements similaires apparaissent dans les environs de Faro. Dès le 23 juin, menée par le colonel (et stratège) José Lopes de Sousa et le capitaine Sebastião Martins Mestre, la population d'Olhão pousse les Français à quitter l'Algarve. Quelques jours plus tard, les insurgés portugais de Coimbra reprennent le contrôle des infrastructures portuaires de Figueira da Foz, dans le centre du pays. En représailles, le 30 juillet, le général Loison massacre la population, hommes, femmes et enfants, d'Évora, dans l'Alentejo, qui est également entrée en révolte sous la supervision du lieutenant-général Francisco de Paula Leite de Sousa. Ces deux événements, la bataille de Bailén et le massacre d’Évora, ont des répercussions sur les relations des deux nations avec les autorités britanniques, alliées au Portugal, qui décident d'intervenir.
Le 30 juillet, le général Arthur Wellesley reçoit une lettre de Castlereagh, ministre de la Guerre, l'informant que les forces du général Junot comptent plus de 25 000 hommes. Castlereagh expose ses plans pour augmenter l'armée britannique au Portugal de 15 000 hommes. Le général John Moore doit arriver avec l'armée depuis la Suède, et une autre force doit être envoyée envoyée depuis Gibraltar. Le commandement de cette force agrandie passerait à Sir Hew Dalrymple, un vieux général de 60 ans qui n'avait vu de service actif que dans les années 1793-1794 et dans la campagne désastreuse de Flandre, alors gouverneur de Gibraltar. Dalrymple serait secondé par Sir Harry Burrard de Lymington, et assisté par cinq autres généraux, tous supérieurs en grade à Wellesley. Ce dernier, ambitieux, espère provoquer un événement pendant qu'il commande encore l'armée au Portugal.

## Constitution de l'armée anglo-portugaise
Afin de provoquer les évènements, Wellesley débarque ses troupes du convoi de l'amiral Cotton dans la baie de Lavos à l'embouchure du Rio Mondégo. Il a choisi ce point de débarquement car des professeurs et des étudiants portugais de l'université de Coimbra regroupés dans le Bataillon Académique ont pris le contrôle du fort Santa Catarina dominant la baie, en faisant ainsi le point de débarquement le plus sûr de toute la côte jusqu'à Lisbonne. Le débarquement des 9 000 hommes avec leur équipement sous les ordres de Wellesley, avec les 5 000 militaires supplémentaires rencontrés au large du Portugal dure du 1er au 8 août. Quelques barges de débarquement chavirent dans la barre. Quelques soldats périssent noyés. Ce sont les premières pertes britanniques dans la péninsule. L'ensemble de l'armée britannique est débarqué le 10 août.
À peine arrivé, Wellesley se dirige le 7 août vers Montemor-o-Velho afin de discuter avec le maréchal-de-camp portugais Bernardim Freire de Andrade, gouverneur militaire de la région de Porto et commandant des 6  à   10 000 soldats portugais de l'Armée des Opérations de l'Estrémadure, au sujet de l'intendance et de la meilleure route à prendre pour Lisbonne. Porté par l'insurrection de juin, Freire de Andrade effectue alors sa descente depuis Porto vers Lisbonne, où se trouve Junot. Levée à la hâte sur les débris de l'armée portugaise démembrée et désarmée par les Français, son armée est alors formée de soldats que Wellesley juge « courageux, volontaires et patriotes », mais majoritairement mal entraînés, indisciplinés et sous équipés. Avec le départ d'une partie de l'état-major portugais vers le Brésil et vers la Légion portugaise napoléonienne, elle manque par ailleurs cruellement d'encadrement. Les deux hommes ne parviennent pas à se mettre d'accord sur l'itinéraire et sur le commandement unique souhaités par les Anglais, mais ils coordonnent cependant en partie leurs troupes et leurs opérations.
Lors de la rencontre des deux armées à Leiria le 10 août, des forces portugaises sont détachées et agrégées à l'armée britannique. Les troupes de Wellington reçoivent le renfort de 3 régiments de cavalerie composés de 258 hommes, des 58 hommes de la cavalerie de police de Lisbonne, d'un bataillon de chasseurs de 569 hommes et de 1 509 hommes de trois régiments d'infanterie de ligne, pour un total de 2 592 hommes. Tous sont regroupés dans un corps unique appelé le Détachement portugais (Destacalento português). En échange, Wellesley donne des armes, 5000 mousquets, et des approvisionnements aux troupes de Freire de Andrade, afin de compenser le matériel confisqué quelques semaines auparavant par Junot.

## La bataille de Roliça

### Mouvements de troupes
Après Leiria, Wellesley et Freire de Andrade empruntent deux itinéraires différents, mais complémentaires. Alors que Freire de Andrade descend vers Lisbonne en prenant la route intérieure de Leiria et Santarém, protégeant le flanc gauche des Anglais, Wellesley choisit la route en bord de mer, proche de ses sources d'approvisionnement, avec le détachement de 2 592 soldats portugais placé sous le commandement de l'agent militaire (Militay Agent) Nicholas Trant (pt), un officier britannique en service dans l'armée portugaise (jusqu'alors sous l'autorité de Freire de Andrade) dans laquelle il dispose du grade de lieutenant-colonel (Tenente-Coronel).
En descendant le long de la côte, Wellesley et Trant vont sans le savoir à la rencontre d'un corps de 5 000 hommes de l'armée française sous le commandement du général Delaborde, que Junot a envoyé pour harceler et éventuellement retenir les Britanniques, jusqu'à ce que ses forces soient en mesure de s'opposer aux troupes anglo-portugaises. Tout au long de la descente vers le sud, la petite armée de Freire de Andrade effectue une série d'interventions décisives sur le flanc gauche de Wellesley. Ses attaques, coordonnées avec celles des troupes portugaises du général Manuel Pinto de Morais Bacelar, empêchent notamment la jonction des forces de Loison, envoyées par Junot afin de renforcer les effectifs de Delaborde.
Le 14 août, les Britanniques atteignent Alcobaça, où ils apprennent la présence du corps d'armée de Delaborde, et font mouvement vers Óbidos. Là, l'avant-garde britannique, principalement le 95e Rifles (fusiliers) rencontre des sentinelles de l'arrière-garde française. Les 4 000 Français font alors face aux Alliés trois fois plus nombreux.

### Le champ de bataille
Le village de Roliça est situé au centre d'un fer à cheval constitué par des collines très pentues, de 1,6 km de large et 3,3 km de profondeur. L'ouverture du fer à cheval est orientée vers le nord-est en direction d'Obidos, là où le 95e a rencontré les Français. Les collines autour d'Obidos et de Roliça sont bien boisées.
Les Français commencent la journée en se plaçant au nord de Roliça, adossés au terrain plus élevé, leur permettant ainsi de bloquer ou de protéger les routes du sud vers Lisbonne. Sur les hauteurs à environ 1,6 km au sud du village, où les Français font leur premier repli, il y a quatre défilés, ou vallons conduisant vers les nouvelles positions françaises. Le terrain en contrebas des collines est herbeux, mais de gros blocs de rocher et les flancs abrupts des vallons rendent une attaque en formation impossible.

### Forces en présence
L'armée britannique est constituée de six brigades sous les généraux Hill, Ferguson, Nightingale, Bowes, Crawfurd et Fane avec le détachement portugais sous les ordres du colonel Trant et 50 cavaliers formant l'aile droite, et devant contourner l'aile gauche française. Les généraux Ferguson et Bowes avec trois compagnies de fusiliers et un peu d'artillerie doivent forcer la droite française contre l'arrivée possible du général Loison. Les généraux Nightingale, Crawfurd et Fane avec le reste des Portugais, de l'artillerie et de la cavalerie poussent au centre.
Les Français sous les ordres de Delaborde, comprennent cinq bataillons, dont un du 4e régiment d'infanterie suisse, et cinq canons.

### La bataille

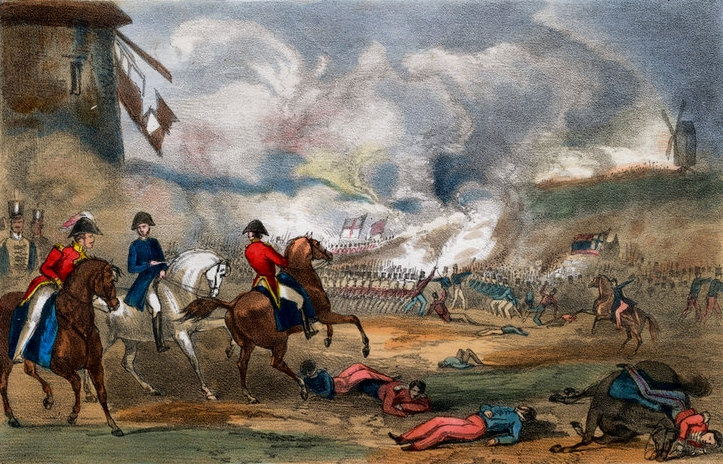
L'attaque du 9e régiment d'infanterie britannique à la bataille de Roliça, par Madeley. Au premier plan, le général Wellesley et son état-major.

Wellesley arrive à Obidos le 16 août et part pour Roliça le 17. Au début de la bataille, Delaborde occupe une position au nord-nord-ouest du village de Roliça. Wellesley tente de manœuvrer ses forces en tenaille sur chacun des flancs de la position française. Cela peut être tenté car l'armée anglo-portugaise surclasse les effectifs des Français à trois contre un.
Il envoie les forces portugaises du lieutenant-colonel Trant vers l'ouest et une force britannique plus importante sous les généraux Ferguson et Bowers avec 6 canons vers l'est, pendant qu'il fait une démonstration de force au centre, à grand bruit, pour faire diversion. Wellesley commence à manœuvrer à 9 heures du matin, mais en général averti, dès les premiers affrontements, Delaborde retire ses troupes sur le sommet de la colline.
À ce moment, le colonel Lake du 29e régiment d'infanterie, placé au centre, commet l'erreur d'escalader un vallon vers la position française, et arrive derrière Delaborde. Cela lui coûte la vie ainsi qu'à la plupart des hommes du 29e, mais déclenche la charge des Britanniques qui l'emportent largement en nombre. Le combat est rude avec Delaborde qui espère des renforts de Loison. Jusque vers 16 h, il repousse trois assauts des Britanniques. À ce moment, Wellesley atteint le sommet de la colline et Ferguson arrive en franchissant les collines à l'est. Le général Delaborde se retire en bon ordre avec l'aide efficace de sa cavalerie, en particulier le 26e régiment de chasseurs à cheval, qui lance des charges pour neutraliser les Alliés. La cavalerie portugaise se retire devant l'une de ces charges, mais l'infanterie britannique parvient à les contenir. Sans cavalerie, les Britanniques abandonnent la poursuite. Arrivés à un passage étroit, les Français sont forcés d'avancer plus lentement, ce qui provoque une certaine confusion à l'occasion de laquelle ils abandonnent trois de leurs pièces d'artillerie lourde, et certains prisonniers. La discipline des troupes brisée, l'armée française prend la fuite. Les Français parviennent à Montachique près de Torres Vedras. Delaborde ne parvient à rejoindre les troupes de Loison que le 19 août à Torres Vedras.

## Conséquences
Les Britanniques ont perdu entre 479 et 487 hommes, répartis en 70 morts, 335 blessés et 74 disparus. Le régiment du Worcestershire (29th Foot) est l'unité qui a le plus souffert, avec la perte de la moitié de ses effectifs, 190 hommes, incluant les prisonniers. Le détachement portugais commandé par le lieutenant-colonel Trant n'a pas immédiatement communiqué ses pertes, mais quatre jours après le combat, le corps de troupes portugais compte 7 hommes manquants. Les Français ont perdu 600 à 700 hommes et trois de leurs canons. Delaborde est blessé.
Le lendemain, Wellesley apprend qu'un renfort de 4 000 soldats arrivés d'Angleterre est au large de la côte. Il couvre leur débarquement plutôt que de poursuivre Delaborde. En dépit de la victoire anglo-portugaise et de la retraite française, la mission de Delaborde consistant à faire gagner du temps à Junot est accomplie.

## Sources
- Botelho (Lieutenant-colonel) J. J. Teixeira, História Popular da Guerra Peninsular, Porto, Livraria Chardron de Lélo & Irmão, Editores (1915)
- Chartrand Rene & Courcelle, Patrice, Vimeiro 1808, Wellesley’s first victory in the Peninsular War, Osprey Campaign 090 2001
- Glover, Michael, The Peninsular War 1807-1814, a Concise Military History, Penguin Books, Classic Military History (2001).
- Oman, Sir Charles William Chadwick, A History of the Peninsular War, Volume I, Greenhill Books (February 19, 2006)
- Rawson, Andrew, The Peninsular War, A Batterfield Guide, Pen &Sword Books, 2009.
- Costa, Coronel António José Pereira da, Coordenação, Os Generais do Exército Português, II Volume, Tomo I, Biblioteca do Exército, Lisboa, 2005.

Documents graphiques des liens externes provenant de www.napoleon-series.org